# Святозеро (озеро, Белозерский район)
Святозеро — озеро в России, располагается на территории Белозерского района Вологодской области.
Площадь водной поверхности озера равняется 0,72 км². Уровень уреза воды находится на высоте 138 м над уровнем моря. Площадь водосборного бассейн озера составляет 11,4 км².
Код объекта в государственном водном реестре — 08010200311110000004721.